# Крістіан Аарон Булонь
Крістіан Аарон Булонь (фр. Christian Aaron Boulogne, 11 серпня 1962, Нейї-сюр-Сен, Франція — травень 2023, Париж, Франція), також відомий як Арі Булонь та Арі Пеффген — французький фотограф, актор і письменник.

## Ранні роки
Крістіан народився в Нейї-сюр-Сен 11 серпня 1962 року. Він був сином німецької співачки та актриси Ніко. Його біологічним батьком був французький актор Ален Делон, хоча Делон постійно заперечував своє батьківство.
Спочатку Крістіана виховувала його власна мати, а потім його усиновила мати Делона Едіт та її другий чоловік Поль Булонь.
Більшу частину свого дитинства провів у Бур-ла-Рейні.
В 2001 і 2019 роках Булонь намагався подати до суду на Алена Делона про визнання батьківства, але безрезультатно.

## Кар'єра
Булонь возз'єднався зі своєю матір'ю в підлітковому віці та розпочав кар'єру актора.
Крістіан знявся у фільмах режисера Філіппа Гарреля, в тому числі у „Внутрішньому шрамі“, у якому він зіграв разом з Ніко, і в фільмі „Таємний син“, у якому значився як Арі Пеффген. Після завершення акторської кар'єри Булонь почав кар'єру фотографа.

## Особисте життя і смерть
У Булоня було двоє дітей: син Шарль (1999 р.н.) і дочка Бланш (2006 р.н.). У 2001 році він опублікував мемуари „Любов не забувається“, в яких докладно розповідає про свої стосунки з матір'ю.
Булонь був знайдений мертвим у своїй паризькій квартирі 20 травня 2023 року. Його смерть настала через передозування героїном за місяць до цього. Ймовірну супутницю Крістіана затримали через ненадання йому допомоги.
Після оголошення про смерть Булоня його зведений брат Ентоні Делон вшанував його в Instagram, висловивши свій «великий сум».

## Вибрана фільмографія
- 1972: Внутрішній шрам
- 1979: Таємний син
- 1984: Змішана кров
- 1995: Ікона Ніко
- 2002: La Repentie
- 2003: Наталі...
- 2004: Pas sages